# Emma (Missouri)
Emma – miasto w Stanach Zjednoczonych, w stanie Missouri, w hrabstwie Lafayette.